# Vicky Kanai
Vicky Kanai és una política palauana que és membre de la Cambra dels Delegats de Palau des del 2016. Abans de la seva elecció, Kanai va exercir de governadora d'Airai durant dos mandats.